# (21106) 1992 PO2
(21106) 1992 PO2 là một tiểu hành tinh vành đai chính. Nó được phát hiện bởi Henry E. Holt ở Đài thiên văn Palomar ở Quận San Diego, California, ngày 2 tháng 8 năm 1992.